# Jjimjilbang
Jjimjilbang (hangul: 찜질방; hancha: 찜질房) – koreańska łaźnia, w której znajdują się tradycyjne koreańskie sauny (hanjeungmak), jacuzzi, baseny, prysznice i stoły do masażu. Oprócz kąpieli i masażu osoby korzystające z jjimjilbang mają dostęp do wspólnych pomieszczeń z gastronomią i telewizją. Łaźnie zazwyczaj są otwarte całą dobę i oferują miejsca do spania z ogrzewaną podłogą (ondol), wobec czego często bywają traktowane jako alternatywa dla hoteli.
Jjimjilbang stanowią częste miejsce spotkań towarzyskich. W 2006 roku na terytorium Korei Południowej było ich ponad 13 tysięcy, w tym ponad 2,5 tysiąca w Seulu.